# Земская почта Новоржевского уезда
Зе́мская по́чта Новорже́вского уе́зда — земская почта, организованная земской управой Новоржевского уезда Псковской губернии. Земская почта Новоржевского уезда существовала с 1 января 1891 года. В уезде выпускались собственные земские почтовые марки.

## История почты
Новоржевская уездная земская почта была открыта 01 января 1891 года. Почтовые отправления отправлялись из уездного центра (города Новоржева) в 8 волостей уезда один раз в неделю. Для оплаты доставки частной корреспонденции были введены собственные земские почтовые марки.
С 1893 года пересылка частных почтовых отправлений стала бесплатной.

## Выпуски марок
Пересылка частных почтовых отправлений оплачивалась земскими почтовыми марками номиналом 5 копеек. На них была изображена звезда и номинал (цифра «5»).

## Гашение марок
Марки гасились чернилами (перечёркиванием).